# طوبولوجيا شبكة وكيل
توفر النظرية الطوبولوجية لشبكات الوكيل الذكي معلومات هامة عن هيكل توزيع أجهزة الوكيل عبر الشبكة. ولا تراعي طوبولوجيا شبكة الوكيل توزيع أجهزة الوكيل فقط، ولكن أيضًا إمكانية تنقل أجهزة الوكيل وذكاء الشبكة. ويتبنى البحث الحالي في مجال طوبولوجيا شبكة الوكيل النظرية الطوبولوجية من النظام الموزع ومجالات شبكة الحوسبة، مثل الشبكة المحلية دون مراعاة الجوانب المتعلقة بإمكانية التنقل والذكاء. وعلاوةً على ذلك، لا تُعد نظرية طوبولوجيا شبكة الوكيل الحالية منتظمةً وتعتمد على منهجية قائمة على الرسم البياني، وهي غير فعالةٌ في وصف شبكات الوكيل واسعة النطاق.

## تعريف طوبولوجيا شبكة الوكيل
تُمثل طوبولوجيا شبكة الوكيل معلومات توزيع أجهزة الوكيل عبر شبكة الوكيل، والتي تراعي الجوانب المتعلقة بإمكانية تنقل أجهزة الوكيل وذكائها في عملية ترتيب شبكة الوكيل وتكوينها.

## الأعمال ذات الصلة
يُشتق مصطلح طوبولوجيا شبكة الوكيل من النظرية الطوبولوجية الرياضية. ويتداخل هذا المفهوم مع النظرية الطوبولوجية في اتصالات البيانات ومجالات الأنظمة الموزعة.
تُطبق النظريات الطوبولوجية الموجودة في مجال الحوسبة بصورةٍ أساسيةٍ على اتصالات البيانات ومجالات الأنظمة الموزعة. وقد قدمت هذه النظريات بعض المساهمات الاستثنائية. ومع ذلك، وبوصفها مجال تخصص ناشئ، تُعد النظرية الطوبولوجية في الأنظمة متعددة الوكلاء غير كافية. ولا يمكن للنظرية الطوبولوجية الموجودة تحقيق احتياجات شبكة الوكيل بسبب وجود خصائص محددة لشبكة الوكيل، والتي تتضمن التنقل والذكاء والمرونة. ولا تراعي طوبولوجيا شبكة الوكيل توزيع أجهزة الوكيل فقط ولكن أيضًا إمكانية تنقل أجهزة الوكيل في الشبكة. وتتبنى معظم الأبحاث الحالية في مجال طوبولوجيا شبكة الوكيل النظرية الطوبولوجية من النظام الموزع ومجالات شبكة الحوسبة دون مراعاة الجوانب المتعلقة بإمكانية التنقل والذكاء.
لا يُعد البحث الحالي في مجال طوبولوجيا شبكة الوكيل أيضًا منتظمًا ويعتمد على منهجية قائمة على الرسم البياني. وغالبًا ما يعتمد التحليل الطوبولوجي القائم على الرسم البياني لطوبولوجيا الشبكة على رسم الشبكة البياني ويفتقر في بعض الأحيان إلى قياسات دقيقة لكل جهاز وكيل. وعلاوة على ذلك، تكون طوبولوجيا شبكة الوكيل الموجودة غير قادرة على توفير معلومات تفصيلية عن كل وكيل وعلاقته بالوكلاء الآخرين على الشبكة. ويزيد هذا من صعوبة اتصال الوكيل وتعاونه، مثل بحث الوكيل أو مطابقته، عبر الشبكة. ولذلك، يحتاج توجيه البحث لطوبولوجيا شبكة الوكيل إلى اتباع هذه الخصائص الثلاث اعتمادًا على بعض من تحليل الأداء الشبكي المحدد.

## تصنيف طوبولوجيا شبكة الوكيل
تُصنف طوبولوجيا شبكة الوكيل إلى فئتين أساسيتين، وهما طوبولوجيا شبكة الوكيل البسيطة وطوبولوجيا شبكة الوكيل المعقدة.

### طوبولوجيا شبكة الوكيل البسيطة
1. طوبولوجيا شبكة الوكيل المركزية،
2. طوبولوجيا شبكة الوكيل بنظام نظيرإلى نظير،
3. طوبولوجيا شبكة الوكيل البثية،
4. طوبولوجيا شبكة الوكيل ذات الحلقة المغلقة،
5. طوبولوجيا شبكة الوكيل الخطيّة،
6. طوبولوجيا شبكة الوكيل الهرمية،
7. طوبولوجيا شبكة الوكيل ذات النظام المتداخل والتعددي.

### طوبولوجيا شبكة الوكيل المعقدة
1. طوبولوجيا الشبكة المنتظمة،
2. طوبولوجيا الشبكة العشوائية،
3. طوبولوجيا شبكة الحيز الصغير،
4. طوبولوجيا الشبكة حرة النطاق.

في الشبكة المنتظمة، تُوزَّع نقاط اللقاء (الوكلاء) بشكلٍ مُرتبٍ وتعتمد الروابط بين الوكلاء على بعض القيود. فعلى سبيل المثال، تعتمد عملية التوصيل السلكي على إيجاد أجهزة وكلاء مجاورة في أقرب مسافة ممكنة. ويمكن لطوبولوجيا الشبكة المنتظمة وصف الشبكات البسيطة ولكنها غير قادرة على وصف الشبكات المعقدة بكفاءة. وعمومًا، تقتصر طوبولوجيا الشبكة المنتظمة على وصف الشبكات الساكنة.
يمكن لطوبولوجيا الشبكة العشوائية وصف الشبكة المعقدة واسعة النطاق بالاعتماد على نظرية الرسم البياني العشوائي. وهي أكثر واقعيةً من الشبكة المنتظمة في وصف الشبكات المعقدة الحقيقية مثل الأنظمة متعددة الوكلاء. ومع ذلك، يكمُن اقتصار نظرية طوبولوجيا الشبكة العشوائية في صعوبة التنبؤ بالشبكة ورصدها والتحكم فيها. وبالنسبة للعديد من الأنظمة القائمة على الوكيل، فيُعد هذا غير مقبول بسبب حاجة معظم الأنظمة القائمة على الوكيل المُنفَّذة إلى درجة عليا من الرصد والتحكم. ولذلك، تكون طوبولوجيا شبكة الحيز الصغير مُقترحةً.
أصبح مفهوم شبكة الحيز الصغير هامًا في الأنظمة متعددة الوكلاء، والتي فيها يُعتبر الوكلاء غالبًا نقاط لقاء. ومن الصعب استخدام طوبولوجيا شبكة وكيل بسيطة أو منتظمة لوصف النظرة الشاملة للنظام متعدد الوكلاء الكبير. ويمكن لطوبولوجيا الحيز الصغير وصف النظرة المفاهيمية لشبكة الوكيل المعقدة بكفاءة. ومع ذلك، ما زالت طوبولوجيا الحيز الصغير تفتقر إلى القدرة على التكيف مع البيئة الديناميكية. وبمعنى آخر، لا تُعد طوبولوجيا الحيز الصغير حلاً مثاليًا للشبكات المتغيرة باستمرار. ولذلك، تكون الطوبولوجيا حرة النطاق مُقترحةً.
تكون طوبولوجيا الشبكة حرة النطاق، والتي يُسمح فيها للشبكة بتغيير الروابط الشبكية ديناميكيًا وتكون نقاط اللقاء (الوكلاء) على الشبكة غير متجانسة.